# SEARCHIN'
「SEARCHIN’」（サーチン）は、葛城哲哉の楽曲で、5枚目のシングル。

## 解説
- 葛城は当初小室哲哉プロデュースでソロアーティストとしてデビューする予定だったが、スケジュールが合わず実現しなかった。しかし「TMN 4001 DAYS GROOVE」のリハーサルの際に、小室が「今年こそは二人で何かをやろうね」という言葉に葛城が感動し、お互いのスケジュールを必死に合わせることで実現した。葛城からは「今小室さんがやりたいことを好きにやって欲しい」と特に何も注文せずに背中を押し、小室は葛城の持っているハードロックの雰囲気を外す様にした。制作手法は作業に着手した当時流行っていたアシッド・ハウス系の楽曲の断片のサンプリング音源の切り貼りに終始して、小室が直接担当したパートは本来ベースが担当する部分の打ち込みのみである[1]。

## 収録曲
1. SEARCHIN’
作詞・作曲・編曲：小室哲哉
2. STRANGER
作詞：井上秋緒　作曲・編曲：土橋安騎夫
3. SEARCHIN’ (Guitar Oriented Version)